# Tetris Splash
Tetris Splash es un videojuego de rompecabezas, parte de los juegos de Tetris, publicado por Microsoft Game Studios para Xbox 360 a través de Xbox Live Arcade. Es el primer juego producido por Tetris Online, Inc. 
El juego recibe su nombre del fondo del acuario y de la música con temática acuática. Tetris Splash se lanzó en Xbox Live Arcade el 3 de octubre de 2007.

## Cómo se Juega
El juego es un juego típico de Tetris, con soporte para hasta seis jugadores en el modo multijugador en línea, y hasta cuatro jugadores en el modo multijugador de la misma máquina. El modo multijugador también incluye el juego en equipo (es decir, 3 equipos de 2, designados equipos "Rojo", "Verde" y "Azul"). La jugabilidad sigue la tendencia de recompensar los T-Spins, pero también agrega un nuevo elemento de combos, donde múltiples piezas consecutivas despejan cada línea sin piezas "sin limpieza de línea" en el medio. 

## Modos de juego
Hay varios modos de juego disponibles. 

### Un solo jugador
- Maratón: Similar al juego clásico de Tetris. Sube al nivel 15.
- 40 líneas: borra 40 líneas lo más rápido posible.

### Multijugador
- Misma máquina: hasta cuatro jugadores. El último sobreviviente gana.
- Clasificación en línea: Seis jugadores libres para todos, jugando para la clasificación TrueSkill .
- En línea sin clasificar: permite la personalización, incluido el modo de equipo, en el que los equipos juegan uno contra el otro, en lugar de ser gratuitos.

## Salvapantallas
El juego también incluye un protector de pantalla de acuario, que el usuario puede personalizar. Inicialmente, el juego viene con la opción de convertir el tanque en un tanque de agua dulce o salada. El juego principal solo incluye dos tipos de peces: peces de colores (para el tanque de agua dulce) y peces payaso (para el tanque de agua salada). 
En el primer día de la liberación, nueve paquetes descargables de pescado se ofrecían, que incluía Marina Pez ángel, Guppy, Ballesta, Tetra, Tang, Discus, Pez mariposa, Arowana, y Angelfish añadir al tanque. También se ofrecieron cuatro paquetes de decoración, que incluían un tema de Buceo, un tema de Pirata, un tema de Cementerio y un tema de Atlantis para agregar objetos al tanque. 

## Recepción
El juego recibió críticas "mixtas" según el sitio web de agregación de revisiones Metacritic .  